# Belize op de Olympische Zomerspelen 1976
Belize nam deel aan de Olympische Zomerspelen 1976 in Montréal, Canada. Aan eerdere edities had het land deelgenomen onder de naam Brits-Honduras. Twee atleten en twee schutters deden mee.

## Resultaten en deelnemers

### Atletiek
| Olympiër      | Discipline | Resultaat | Prestatie            |
| ------------- | ---------- | --------- | -------------------- |
| Colin Thurton | 100m (m)   | 53e       | serie 6: 7e in 11,03 |
| Errol Thurton | 400m (m)   | 39e       | serie 2: 7e in 48,91 |

### Schietsport
| Olympiër      | Discipline         | Resultaat | Prestatie                       |
| ------------- | ------------------ | --------- | ------------------------------- |
| Owen Phillips | 50m geweer liggend | 78e       | 544 punten: (93-94-85-92-90-90) |
| John Waight   | 50m pistool        | 39e       | 419 punten: (70-71-74-69-74-61) |

Amerikaanse Maagdeneilanden · Andorra · Antigua en Barbuda · Argentinië · Australië · Bahama's · Barbados · België · Belize · Bermuda · Bolivia · Bondsrepubliek Duitsland · Brazilië · Bulgarije · Canada · Chili · Colombia · Costa Rica · Cuba · Denemarken · Dominicaanse Republiek · Duitse Democratische Republiek · Ecuador · Egypte · Fiji · Filipijnen · Finland · Frankrijk · Griekenland · Groot-Brittannië · Guatemala · Haïti · Honduras · Hongarije · Hongkong · Ierland · IJsland · India · Indonesië · Iran · Israël · Italië · Ivoorkust · Jamaica · Japan · Joegoslavië · Kaaimaneilanden · Kameroen · Koeweit · Libanon · Liechtenstein · Luxemburg · Maleisië · Marokko · Mexico · Monaco · Mongolië · Nederland · Nederlandse Antillen · Nepal · Nicaragua · Nieuw-Zeeland · Noord-Korea · Noorwegen · Oostenrijk · Pakistan · Panama · Papoea-Nieuw-Guinea · Paraguay · Peru · Polen · Portugal · Puerto Rico · Roemenië · San Marino · Saoedi-Arabië · Senegal · Singapore · Sovjet-Unie · Spanje · Suriname · Thailand · Trinidad en Tobago · Tsjecho-Slowakije · Tunesië · Turkije · Uruguay · Venezuela · Verenigde Staten · Zuid-Korea · Zweden · Zwitserland